# Ryttlarna
Ryttlarna är en roman av Mats Kolmisoppi från 2005, om tre tjejer i ett samtida Sverige som försöker skapa sig en egen verklighet. För romanen tilldelades han Aftonbladets litteraturpris 2005.

### Fotnoter
1. ↑  ”2005: Mats Kolmisoppi”. Aftonbladet. 21 november 2007. http://www.aftonbladet.se/kultur/article11301354.ab. Läst 19 juli 2014.